# Década de 1440
Séculos: Século XIV - Século XV - Século XVI
Décadas: 1410 1420 1430 - 1440 - 1450 1460 1470
Anos: 1440 - 1441 - 1442 - 1443 - 1444 - 1445 - 1446 - 1447 - 1448 - 1449